# Fattore di carico (elettrotecnica)
In elettrotecnica ed ingegneria elettrica, il fattore di carico è definito come il carico medio diviso il carico di picco in un determinato periodo di tempo. È una misura del tasso di utilizzo o dell'efficienza di utilizzo dell'energia elettrica; un fattore di carico elevato indica che il carico utilizza il sistema elettrico in modo più efficiente, mentre le utenze o i generatori che sottoutilizzano la distribuzione elettrica avranno un fattore di carico basso.
{\displaystyle f_{Carico}={\frac {\text{Carico medio}}{\text{Massimo carico in un dato periodo}}}}
Un esempio, utilizzando una grande fattura elettrica commerciale:
- picco di domanda = 436 kW
- utilizzo = 57200 kWh
- numero di giorni nel ciclo di fatturazione = 30 giorni

Quindi:
- fattore di carico = { 57200 kWh / ( 30 giorni × 24 ore al giorno × 436 kW ) } × 100% = 18,22%

Il fattore di carico può essere derivato dal profilo di carico del dispositivo specifico o del sistema di dispositivi. Il suo valore è sempre inferiore a uno perché la domanda massima non è mai inferiore alla domanda media, poiché è probabile che le strutture non funzionino mai a pieno regime per la durata di un'intera giornata di 24 ore. Un fattore di carico elevato significa che il consumo di energia è relativamente costante. Un fattore di carico basso indica che occasionalmente viene impostata una domanda elevata. Per soddisfare quel picco, la capacità rimane inattiva per lunghi periodi, imponendo così costi più elevati al sistema. Le tariffe elettriche sono progettate in modo che i clienti con un fattore di carico elevato ricevano una tariffa complessiva inferiore per kWh. Questo processo, insieme ad altri, è chiamato bilanciamento del carico o riduzione del picco.
Il fattore di carico è strettamente correlato e spesso confuso con il fattore di domanda .
{\displaystyle f_{Domanda}={\frac {\text{Massimo carico in un dato periodo}}{\text{Massimo carico possibile}}}}
La principale differenza da notare è che il denominatore nel fattore di domanda è fisso a seconda del sistema. Per questo motivo, il fattore di domanda non può essere derivato dal profilo di carico ma necessita dell'aggiunta del pieno carico del sistema in questione.